# Sebacina sparassoidea
Sebacina sparassoidea är en svampart som först beskrevs av Lloyd, och fick sitt nu gällande namn av P. Roberts 2003. Sebacina sparassoidea ingår i släktet Sebacina och familjen Sebacinaceae.   Inga underarter finns listade i Catalogue of Life.